# 比尔克费尔德附近米森巴赫
比尔克费尔德附近米森巴赫是奥地利施蒂利亚州魏茨县的一个市镇。总面积14.62平方公里，总人口737人，人口密度50.4人/平方公里（2005年）。